# Lagarteada
La Lagarteada es una celebración tradicional que se realiza en Ortega de Bolsón, un pueblo situado en el cantón de Santa Cruz, provincia de Guanacaste, Costa Rica. Esta tradición ancestral, que se remonta por lo menos a 200 años, consiste en la captura de un espécimen vivo de cocodrilo o caimán (llamado por los habitantes "lagarto") el día de Viernes Santo, para llevarlo a la plaza del pueblo y luego liberarlo al día siguiente. 

## Características
La actividad consiste en la captura de un cocodrilo en los cercanos ríos Tempisque, Cañas y Las Palmas ubicado a unos 30 kilómetros del pueblo de Ortega. Una vez localizado el animal, un número variable de voluntarios, denominados lagarteros, sacan al cocodrilo de su escondite, utilizando sus manos y una red. Los lagarteros colocan un trasmallo alrededor de donde se cree se encuentra sumergido el cocodrilo, y poco a poco, armados con algunos palos y con el agua por la cintura y hasta el cuello, van golpeando el agua y haciendo ruido para que el animal se dirija hacia la red.
Posteriormente, cuando ha caído en la red, se le empuja hasta la orilla, donde el reptil es atado y llevado en hombros hasta la plaza del pueblo, donde se le desata y coloca en una pileta con agua para ser exhibido. Antiguamente, el Domingo de Resurrección, el lagarto era sacrificado para utilizar su carne, su piel y sobre todo su grasa, que se considera con propiedades curativas, pero en la actualidad, es liberado al día siguiente y devuelto al río.
Todo el proceso es supervisado por funcionarios del Ministerio de Ambiente y Energía de Costa Rica, la Cruz Roja, la Fuerza Pública y personal de Tránsito. Para llevar a cabo la actividad, se debe contar con permisos girados por el Ministerio a través de la Dirección Regional del Área de Conservación Tempisque, y de la Municipalidad de Santa Cruz. Se exige que el animal no reciba daño; que no se dañe el ambiente donde reside; que no se utilice ningún arma, salvo la red, durante su captura; que se disponga de un lugar adecuado, con suficiente agua, durante su estadía en el pueblo; y que sea liberado en el mismo sitio donde habitaba, 24 horas después de su captura.

## Origen

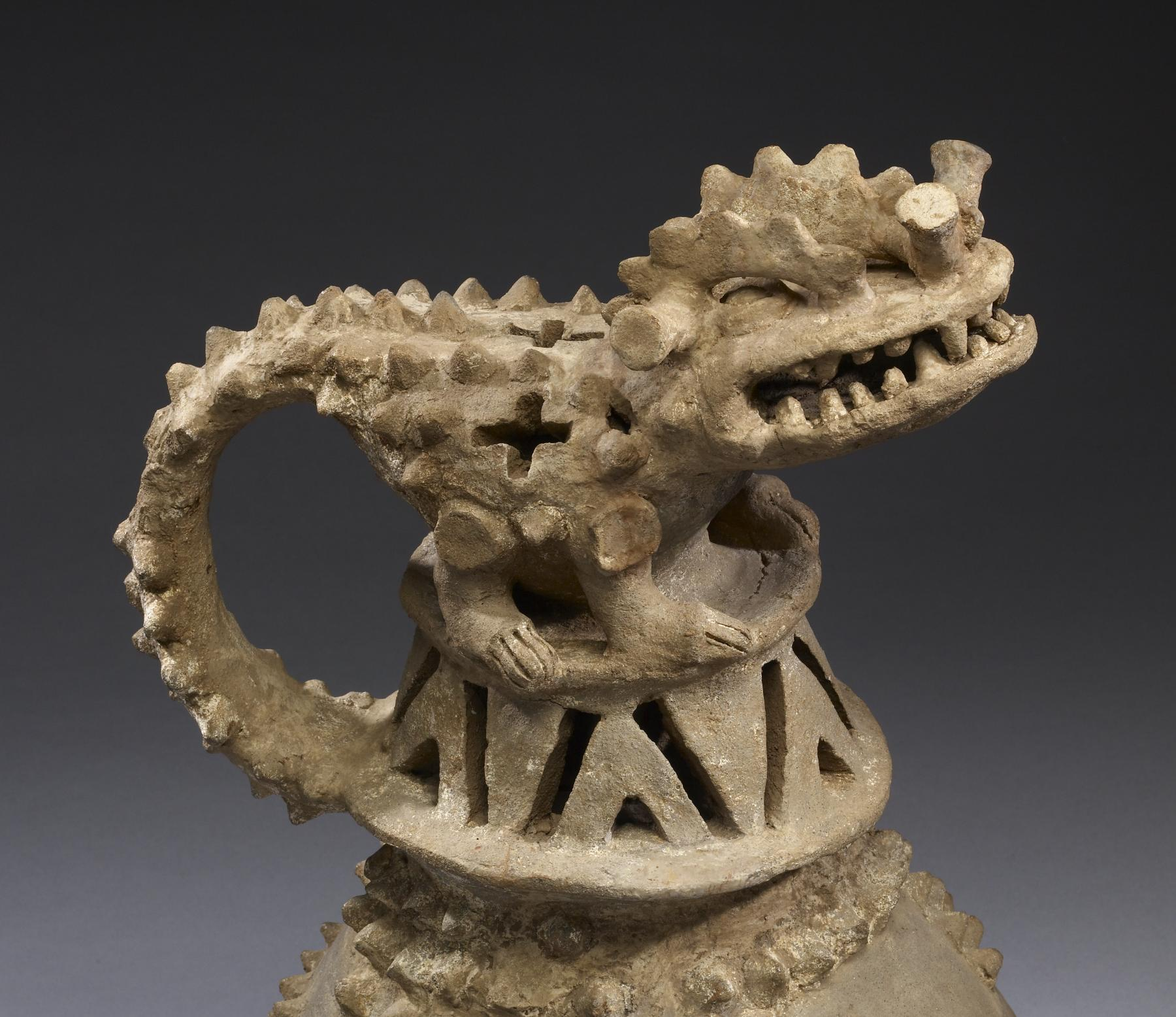
Detalle de una urna prehispánica nicoyana con la efigie de un cocodrilo.

Existen diversas fuentes sobre el origen de la lagarteada. La zona donde está asentado el poblado estuvo habitada previamente por tribus chorotegas. El cocodrilo fue un tótem sagrado para algunas culturas prehispánicas de Costa Rica, símbolo de la fertilidad de la tierra y la muerte. Para los mexicas, el lagarto como animal sagrado era venerado entre el 21 de marzo y el 7 de abril. Entre los chorotegas, pueblo de cultura mesoamericana, el cocodrilo era un animal sagrado y mágico. Luego de la Conquista española, se dio un sincretismo entre el sacrificio de este animal sagrado y la crucifixión de Cristo el Viernes Santo.
Según la investigadora Patricia Sedó, el origen de la tradición recae en un lugareño que se fue de cacería un Viernes Santo y capturó un cocodrilo, al cual sacrificó y extrajo su grasa, a la cual se le atribuyen propiedades curativas. Según Sedó, la persistencia de esta tradición es producto del seguimiento de una práctica ancestral más que de la ocurrencia de una sola persona. En la actualidad, para los pobladores de Ortega, el lagarto es símbolo del pueblo y de la salud.